# Aniba venezuelana
Aniba venezuelana är en lagerväxtart som beskrevs av Carl Christian Mez. Aniba venezuelana ingår i släktet Aniba och familjen lagerväxter. Inga underarter finns listade i Catalogue of Life.